# Ituzaingó (município)
Ituzaingó (partido) é um partido (município) da província de Buenos Aires, na Argentina. Possuía, de acordo com estimativa de 2019, 179.801 habitantes.